# توب غير (موسم 21)
توب غير 21 (بالإنجليزية: Top Gear)‏ هو السلسلة الحادية والعشرون للبرنامج التلفزيوني البريطاني الذي يهتم بالمركبات، توب جير، تم إنتاجه في المملكة المتحدة. بدأ عرضه في سنة 2014. عرض على بي بي سي تو. بلغ عدد حلقاته 7 حلقات، تم بث البرنامج لأول مرة بتاريخ 2 فبراير 2014 بينما تم بث آخر حلقة منه بتاريخ 16 مارس 2014. مقدمو البرنامج جيرمي كلاركسون، ريتشارد هاموند وجيمس ماي.